# Rene Ballert
Rene Ballert (3 de Março de 1920) foi um comandante de U-Boot que serviu na Kriegsmarine durante a Segunda Guerra Mundial.

## Carreira militar
Rene Ballert entrou para a marinha alemã no final do ano de 1939, onde assumiu o comando do U-1196 no mês de fevereiro de 1944. Não realizou nenhuma operação de guerra como comandante do U-1196 durante a guerra, sendo este afundado em Travemünde no dia 3 de maio de 1945.

### Patentes
| Offiziersanwärter    | 1 de dezembro de 1939 |
| Fähnrich zur See     | 1 de novembro de 1940 |
| Oberfähnrich zur See | 1 de novembro de 1941 |
| Leutnant zur See     | 1 de maio de 1942     |
| Oberleutnant zur See | 1 de dezembro de 1943 |

### Condecorações
| Distintivo de Guerra Caça Minas    | 1 de fevereiro de 1941 |
| Cruz de Ferro 2ª Classe            | 19 de dezembro de 1942 |
| Distintivo de Guerra U-boot (1939) | 19 de dezembro de 1942 |
| Cruz de Ferro 1ª Classe            | 4 de dezembro de 1943  |
| Broche do Fronte U-boot            | 22 de outubro de 1944  |